# Калиновское сельское поселение (Бурятия)
Се́льское поселе́ние «Калиновское» (бур. Калиновкын hомон) — муниципальное образование в Мухоршибирском районе Бурятии Российской Федерации.
Административный центр — село Калиновка.

## История
Статус и границы сельского поселения установлены Законом Республики Бурятия от 31 декабря 2004 года № 985-III «Об установлении границ, образовании и наделении статусом муниципальных образований в Республике Бурятия»

## Население
| 2002 | 2011 | 2012 | 2013 | 2014 | 2015 | 2016 |
| ---- | ---- | ---- | ---- | ---- | ---- | ---- |
| 951  | ↗971 | ↘948 | ↗951 | ↘934 | ↘909 | ↘897 |
| 2017 | 2018 | 2019 | 2020 | 2021 | 2023 | 2024 |
| ↗918 | ↘896 | ↘885 | ↘877 | ↘704 | ↘669 | ↘650 |

## Состав сельского поселения
| № | Населённый пункт | Тип населённого пункта       | Население |
| - | ---------------- | ---------------------------- | --------- |
| 1 | Галтай           | улус                         | ↘446      |
| 2 | Калиновка        | село, административный центр | ↘410      |